# Fabien Libiszewski
Fabien Libiszewski (Saint-Étienne, 5 januari 1984) is een Frans schaker. Hij is een internationaal grootmeester.
Van 28 februari t/m 6 maart 2004 speelde hij mee in het 20e open Capelle le Grande in België waar hij met 6 punten uit 9 ronden op een gedeelde vierde plaats eindigde. Het toernooi werd met 7 uit 9 gewonnen door Jevgeni Najer, Kaido Külaots eindigde met 7 punten op de tweede plaats terwijl Artjom Timofejev met 7 punten derde werd, dit allemaal beslist door de weerstandspunten